# Tom Liehr
Tom Liehr oder Thomas Liehr (* 4. Dezember 1962 in Berlin) ist ein deutscher Schriftsteller und Geschäftsführer eines IT-Unternehmens.
Liehr studierte nach dem Abitur Informatik. Er arbeitete als Redakteur beim P.M. Magazin, beim Rundfunk, als Computerberater und Softwareentwickler und ist seit 1998 selbständig als Inhaber eines Softwareentwicklungs-Unternehmens. Außerdem arbeitete er zeitweilig als Discjockey.
Im Jahr 1990 erhielt Tom Liehr im Playboy-Literaturwettbewerb um den (später so genannten) Gratwanderpreis den ersten und dritten Preis mit den Kurzgeschichten Hallo, Liebling, hier spricht Harry und Auf Sendung mit dem letzten Schuß. In den nächsten Jahren wurden Kurzgeschichten Liehrs in verschiedenen Anthologien und u. a. in der Computerzeitschrift c’t veröffentlicht. Er schrieb auch für die österreichische Zeitschrift Datum. Im „Autoren-Kalender“ des Verlages Die Werkstatt (ISBN 3-89533-435-9) erscheinen 2004 Texte von Liehr, Ulrike Linnenbrink, Alexander Wichert und Andreas Schröter.
Tom Liehr war zeitweilig Vorsitzender der Autorengruppe 42erAutoren – Verein zur Förderung der Literatur e. V., deren Mitbegründer er ist. Im August 2016 begannen die Dreharbeiten für die Verfilmung der Leichtmatrosen; Erstausstrahlung der Filmkomödie Leichtmatrosen – Drei Mann in einem Boot war am 12. Mai 2017 auf ARD Das Erste. Liehr ist Mitgründer des PEN Berlin. Der Romancier ist zudem einer der zwei Geschäftsführer des Softwareunternehmens HyCARE GmbH und lebt mit seiner Familie in Berlin.

## Bücher
- 2003 – Radio Nights, Roman (Aufbau-Verlag)
- 2005 – Idiotentest, Roman (Aufbau-Verlag)
- 2007 – Stellungswechsel, Roman (Aufbau-Verlag)
- 2008 – Geisterfahrer, Roman (Aufbau-Verlag)
- 2009 – Pauschaltourist, Roman (Aufbau-Verlag)
- 2011 – Sommerhit, Roman (Aufbau-Verlag/Rütten&Loening)
- 2012 – Gefickt: Aus dem Leben eines Arschlochs, Roman (E-Book)
- 2013 – Leichtmatrosen, Roman (Aufbau-Verlag/Rütten&Loening)
- 2015 – Nachttankstelle, Roman (Rowohlt-Verlag)
- 2016 – Landeier, Roman (Rowohlt-Verlag)
- 2020 – Die Wahrheit über Metting, Roman (Rowohlt-Verlag)
- 2022 – Freitags bei Paolo, Roman (Aufbau-Verlag)
- 2024 – Im wechselnden Licht der Jahre, Roman (Aufbau-Verlag)

## Belege
1. ↑  Die Geschäftsführung der Hycare GmbH: Thomas Liehr, Georg Drewnitzky.
2. 1 2 3  Autoren-Profil beim Rowohlt-Verlag, abgerufen am 7. Oktober 2017
3. ↑  siehe IMDb
4. ↑  PEN Berlin: Mitgründer (Memento vom 7. Juni 2022 im Internet Archive)
5. ↑  https://www.literaturport.de/Tom.Liehr/

| Personendaten    | Personendaten            |
| ---------------- | ------------------------ |
| NAME             | Liehr, Tom               |
| ALTERNATIVNAMEN  | Liehr, Thomas            |
| KURZBESCHREIBUNG | deutscher Schriftsteller |
| GEBURTSDATUM     | 4. Dezember 1962         |
| GEBURTSORT       | Berlin                   |